# Franco Cortinovis
Franco Cortinovis (* 24. März 1945 in Mailand) ist ein ehemaliger italienischer Radrennfahrer und nationaler Meister im Radsport.

## Sportliche Laufbahn
Cortinovis war im Straßenradsport aktiv. Die nationale Meisterschaft im Straßenrennen der Amateure gewann er 1968. 1968 siegte er auch in der Coppa San Geo und auf einer Etappe des Giro della Valle d’Aosta.
Cortinovis wurde 1969 Berufsfahrer und blieb bis 1971 im Radsport aktiv. 1969 gelang ihm ein Etappensieg im Giro d’Italia. Er schied im Verlauf der Rundfahrt aus.